# Квинтет (Прокофьев)
Квинтет g-moll для гобоя, кларнета, скрипки, альта и контрабаса, ор. 39, — квинтет русского композитора С. С. Прокофьева для смешанного состава из струнных и духовых инструментов, завершённый 14 августа 1924 года в деревне Сен-Жиль во Франции. Относится к редко исполняемым сочинениям Прокофьева.

## Состав
Деревянные духовые
Гобой
Кларнет
Струнные
Скрипка
Альт
Контрабас

## Части
Квинтет состоит из шести частей:
1. Tema con variazioni
2. Andante energico
3. Allegro sostenuto, ma con brio
4. Adagio pesante
5. Allegro precipitato, ma non troppo presto
6. Andantino

Согласно Я. Л. Сорокеру, основной замысел произведения заключается в желании «запечатлеть образы мужественные, подчас грубые, даже дикие, но несокрушимые в своей первозданной мощи. Той же задаче подчинена и драматургия Квинтета: такие образы („главные действующие лица“ произведения) вырисовываются постепенно, обретая все большую властность; едва намеченные в первой и второй частях, они захватывают инициативу в третьей и четвёртой и окончательно торжествуют в двух последних частях».

## История создания
Летом 1924 года балетмейстер Борис Романов заказал С. С. Прокофьеву небольшой цирковой балет, получивший впоследствии название «Трапеция». Предложение хореографа было созвучно настроениям композитора, который в марте 1924 года писал Н. Я. Мясковскому из Парижа о моде на ансамбли духовых инструментов: «Стравинский, молодые французы — все пишут; мне тоже хочется, но никак не удосужусь». Музыка к балету изначально задумывалась композитором как квинтет для гобоя, кларнета, скрипки, альта и контрабаса «из 6 совершенно отдельных и оформленных частей».
Композитор начал работать над квинтетом в конце июня 1924 года во французской деревне Сен-Жиль (фр. St. Gilles-sur-Vie), записав 26 июня в «Дневнике»: «<…> я засел за балет для Романова, который я окончательно решил писать для квинтета и даже, сочиняя, иметь в виду и балет, и концертный квинтет». Таким образом, особенность этого сочинения в том, что композитор изначально задумывал его не только как прикладную «балетную» музыку (как в случаях с остальными его балетами), но и как автономную. 14 августа Прокофье завершил работу. Во время работы над квинтетом Прокофьев начал оркестровать давно задуманную симфоническую сюиту из оперы «Любовь к трём апельсинам», ор. 33 bis. Намеченная на ноябрь 1924 года постановка балета откладывалась.
В марте 1925 года на расспросы Кохно и Дягилева о балете для Романова Прокофьев отвечал, что прежде всего написал «не балет, а квинтет для концертного исполнения». Романов изменил план либретто и в мае просил переставить части. Со времени внесения в сюжет постоянных изменений, и особенно в июле после просьбы хореографа о дополнительном вступлении, единое сочинение стало разделяться на два: «квинтетный балет» и «Квинтет концертный». В процессе работы Романов расширил балет и попросил композитора дополнить музыку двумя номерами. Идя навстречу хореографу, Прокофьев сочинил две новые части — Увертюру и Матлот (матросский танец). Эти два дополнительных номера композитор не планировал включать в концертный квинтет. В 1926 году по истечении срока договора с Б. Г. Романовым композитор включил квинтет в список своих сочинений как op. 39 для камерного ансамбля, но музыка к балету «Трапеция» осталась без номера опуса. Впоследствии две первые части музыки к балету вошли оркестровый Дивертисмент, op. 43 (1929) и в его клавирное переложение, op. 43 bis (1938).
11 октября 1925 года композитор был на репетиции «Трапеции» в Париже, но никогда не присутствовал на представлении балета. В день его премьеры 6 ноября Прокофьев давал концерт в Стокгольме. Квинтет op. 39 С. С. Прокофьева был издан в партитуре и голосах фирмой «А. Гутхейль» в 1927 году. Это сочинение исполняется редко и не входит в число популярных произведений Прокофьева.

## Исполнения
Впервые квинтет Прокофьева прозвучал в качестве части музыки к балету «Трапеция» на его премьере 6 ноября 1925 года в немецком городе Гота. С. А. Кусевицкий пытался представить квинтет американской аудитории, но на его репетиции в Нью-Йорке и Бостоне было потрачено мало времени. Согласно словам контрабасиста, квинтет не звучал. Первое концертное исполнение квинтета состоялось 6 марта 1927 года в Москве в Колонном зале Дома Союзов в составе: Н. В. Назаров — гобой, И. Н. Майоров — кларнет, Д. М. Цыганов — скрипка, В. В. Борисовский — альт, И. Ф. Гертович — контрабас. Московское исполнение опуса 39 Прокофьев сравнил с «воскресением покойника». 12 апреля 1927 года концертный квинтет был представлен в Париже.

## Восприятие и оценки
Создание квинтета относится к периоду поисков более усложнённого хроматизированного стиля, к которому композитор, согласно И. В. Нестьеву, обратился в начале 1920-х годов. До постановки балета Прокофьев играл своё сочинение знакомым и коллегам-музыкантам: А. К. Боровский и В. А. Дукельский хвалили квинтет, а музыкальный критик Жан Марно был в восторге. Романов остался доволен результатом своего заказа.
И. В. Нестьев писал, что партитура Квинтета ор. 39 запечатлела «русское в современном преломлении», отмечал стилистическую «левизну» и хроматическую усложнённость сочинения Прокофьева. Но, несмотря на то, что этот опус для камерного ансамбля обогатил и усовершенствовал русскую национальную образность музыки композитора, смело осовременил русский музыкальный стиль, его непривычные «новые интонации» натолкнулись на досадный барьер непонимания, неприятие широкой публики и даже музыкантов-профессионалов.
Приводя лаконичную характеристику частей квинтета, И. И. Мартынов обращал внимание на то, что его замысел и жанровые особенности имеют много общего с оперой Стравинского «История солдата». Наряду со Второй симфонией, op. 40, к созданию которой Прокофьев приступил сразу же по завершении сочинения для камерного ансамбля, op. 39, музыковед отнёс квинтет к самым сложным по языку произведениям композитора, наиболее полно отразившим его конструктивные искания заграничного периода. В музыке сочинения Прокофьев главным образом стремился «к усложнённости фактуры отдельных партий и всего ансамбля, к хроматизации языка». Сам автор сочинения высказывался, что в квинтете и во Второй симфонии он продолжал наметившуюся в «Сарказмах» и «Скифской сюите» линию исканий — это «самые хроматические» из его произведений. Согласно И. И. Мартынову, несмотря на виртуозный блеск и эффектность произведения, «квинтет не произвёл на слушателей впечатления, на которое рассчитывал композитор».
Наиболее ёмкий и развёрнутый музыковедческий анализ сочинения дал Я. Л. Сорокер. Музыковед сомневался в том, что столь своеобразный состав исполнителей ранее встречался в камерно-инструментальной литературе, и привёл отзыв Б. В. Асафьева из журнала «Современная  музыка» (1927, № 20) о квинтете Прокофьева: «выдающееся сочинение, написанное виртуозно уверенной рукой знающего свои силы и своё умение мастера». Я. Л. Сорокер резюмировал намёки композитора на то, что Квинтет и Вторая симфония близки и родственны не только хронологически, но и художественно: «Из симфонии, кантаты „Семеро их“ и „Скифской сюиты“ в Квинтет перешли образы архаические, „языческие“, иной раз страшные в своей первозданной силе».
В свою очередь американский музыковед Саймон Моррисон, автор биографии Лины Прокофьевой, писал, что в цирковом балете «Трапеция» «блюзовые линии сменяются чеканным, острым ритмом остинато».
Положительная оценка была высказана Мясковским, который после первого концертного исполнения квинтета в Москве писал Прокофьеву: «Квинтет Ваш произвёл на меня самое неизгладимое впечатление, я редко получал такое полное и совершенное художественное переживание». Через год Мясковский сравнил впечатления от оперы «Огненный ангел» и квинтета, выразив их словами: «пока сочиняется такая музыка <…> хочется жить».

## Записи
- 1964 — Квинтет под управлением Г. Н. Рождественского в составе: Н. Мешков (гобой), И. Мозговенко (кларнет), А. Футер (скрипка), М. Мишнаевский (альт), Е. Пименов (контрабас). Фирма Мелодия 33Д-013798, С 0903-4[42].
- [год записи неизвестен] Евгений Алешин (гобой), Рафаэль Багдасарян (кларнет), Михаил Цинман (скрипка), Игорь Богуславский (альт), Ренат Ибрагимов (контрабас) // Saison Russe. LDC 288 055.